# Fernand Schuman
Pour les articles homonymes, voir Schuman.
Fernand Schuman (1845-1925) est un homme politique lorrain. Il fut député allemand au Landtag d'Alsace-Lorraine de 1911 à 1918.

## Biographie
Frère de Jean-Pierre Schuman (1837–1900), Fernand Schuman voit le jour le 19 juin 1845, à Évrange, en Lorraine. Il fait sa scolarité au collège de Sierck-les-Bains. Après la défaite française de 1871, l'Alsace-Lorraine est annexée à l'Allemagne. La vie reprend doucement son cours et les affaires reprennent. Propriétaire foncier à Évrange, il est élu conseiller au Bezirkstag de lorraine, l'assemblée du district de Lorraine, avant de devenir membre de la Landesausschuss. 
Dans le paysage politique régional, on assiste à l’implantation progressive des partis politiques de type allemand, corrélativement à l’émergence d’une politique régionale propre au Reichsland et à ses enjeux. Ces nouveaux enjeux le poussent, en 1911, à se présenter aux élections du Landtag d'Alsace-Lorraine, l'assemblée législative d'Alsace-Lorraine. Fernand Schuman est élu député, sur la circonscription de Kattenhofen-Sierck-Metzerwiese. Il siège avec le Lothringer Block, le "Bloc lorrain". Opposé aux socialistes du SPD, aux libéraux du Elsässische Fortschrittspartei et aux centristes du Elsaß-Lothringische Zentrumspartei, Fernand Schuman défend au Landtag une politique résolument lorraine. 
Fernand Schuman est l'oncle de Robert Schuman, homme d'État et l'un des Pères de l'Europe.

## Mandats électifs
- octobre 1911- novembre 1918 : circonscription de Kattenhofen-Sierck-Metzerwiese - Lothringer Block

## Sources
- François Roth, La Lorraine annexée, ed. Serpenoise, 2007 ;
- François Roth: La vie politique en Lorraine au 20e siècle, Presses universitaires de France, 1985 ;
- Regierung und Landtag von Elsaß-Lothringen 1911–1916, Biographisch-statistisches Handbuch, Mühlhausen, 1911, (p.214).